# Виконавча рада Гонконгу
Виконавча рада Гонконгу (кит.: 行政會議; англ. Executive Council) — вищий орган адміністрування особливого адміністративного району Китайської Народної Республіки — Гонконг (Сянган). Офіційно є консультативним органом при голові адміністрації району і складається з голів відповідним департаментів.

## Діяльність
Діяльність Виконавчої ради аналогічна діяльності інших органів країн Співдружності, таких як Федеральна виконавча рада Австралії, Виконавча рада Нової Зеландії та Таємна рада Сполученого Королівства. Виконавча рада існує, як «дорадчий орган» при голові адміністрації заради вироблення політики та адміністрування території.

## Голова уряду
Головою Виконавчої ради Гонконгу виступає голова адміністрації особливого адміністративного району. Він вносить законопроєкти до Законодавчої ради та видає накази, які, крім іншого, використовуються для делегування законодавства та регулювання деяких державних установ.
| Логотип                   | Посада                                                     | Особа                | Фото          | Час на посаді | Час на посаді  | Партія     | Партія     | Вебсайт                                        |
| ------------------------- | ---------------------------------------------------------- | -------------------- | ------------- | ------------- | -------------- | ---------- | ---------- | ---------------------------------------------- |
|                           | Голова адміністрації (香港特別行政區行政長官)              | Ліан Чуньїн (梁振英) |               | 1 липня 2012  | 30 червня 2017 |            | незалежний | [Архівовано 21 червня 2006 у Wayback Machine.] |
|                           | Головний секретар адміністрації (香港特別行政區政務司司長) | Керрі Лам (林鄭月娥) |               | 1 липня 2012  | 16 січня 2017  |            | незалежний | [Архівовано 6 травня 2021 у Wayback Machine.]  |
| Метью Чун Кінчун (張建宗) | Головний секретар адміністрації (香港特別行政區政務司司長) |                      | 16 січня 2017 | —             |                | незалежний |            | [Архівовано 6 травня 2021 у Wayback Machine.]  |

## Департаменти
Склад чинного уряду подано станом на лютий 2017 року.
| Логотип | Департамент                                                           | Секретар                       | Фото | Час на посаді     | Час на посаді  | Партія | Партія     | Вебсайт                                         |
| ------- | --------------------------------------------------------------------- | ------------------------------ | ---- | ----------------- | -------------- | ------ | ---------- | ----------------------------------------------- |
|         | Департамент державної служби (公務員事務局)                           | Клемент Чен (張雲正)           |      | 21 липня 2015     | 20 червня 2017 |        | незалежний | [Архівовано 16 грудня 2020 у Wayback Machine.]  |
|         | Департамент торгівлі та економічного розвитку (商務及經濟發展局)      | Грегорі Со Камліан (蘇錦樑)    |      | 28 червня 2011    | 30 червня 2017 |        | DAB        | [Архівовано 15 січня 2021 у Wayback Machine.]   |
|         | Департамент конституційних і континентальних справ (政制及內地事務局) | Реймонд Там (譚志源)           |      | 1 жовтня 2011     | 30 червня 2017 |        | незалежний | [Архівовано 21 жовтня 2021 у Wayback Machine.]  |
|         | Департамент розвитку (發展局局長)                                     | Ерік Сьюченг (馬紹祥)          |      | 13 лютого 2017    | 30 червня 2017 |        | незалежний | [Архівовано 28 березня 2021 у Wayback Machine.] |
|         | Департамент освіти (教育局)                                           | Едді Хаккім (吳克儉)           |      | 1 липня 2012      | 30 червня 2017 |        | незалежний | [Архівовано 12 липня 2007 у Wayback Machine.]   |
|         | Департамент екології (環境局局長)                                     | Вонг Камсінг (黃錦星)          |      | 30 липня 2012     | 30 червня 2017 |        | незалежний | [Архівовано 31 травня 2017 у Wayback Machine.]  |
|         | Департамент фінансів (財政司司長)                                     | Пол Чан Мопо (陳茂波)          |      | 16 січня 2017     | 30 червня 2017 |        | незалежний | [Архівовано 12 травня 2021 у Wayback Machine.]  |
|         | Департамент фінансової служби і скарбниці (財經事務及庫務局)          | Чан Какеунг (陳家強)           |      | 1 липня 2007      | 30 червня 2017 |        | незалежний | [Архівовано 6 травня 2021 у Wayback Machine.]   |
|         | Департамент продовольства і здоров'я (食物及衞生局)                   | Ко Вінгман (高永文)            |      | 1 липня 2012      | 30 червня 2017 |        | незалежний | [Архівовано 7 травня 2021 у Wayback Machine.]   |
|         | Департамент внутрішніх справ (民政事務局局長)                         | Лау Конгва (劉江華)            |      | 21 липня 2015     | 30 червня 2017 |        | DAB        | [Архівовано 4 серпня 2020 у Wayback Machine.]   |
|         | Департамент інновацій і технологій (創新及科技局局長)                 | Ніколас Янг (楊偉雄)           |      | 20 листопада 2015 | 30 червня 2017 |        | незалежний | [Архівовано 28 жовтня 2020 у Wayback Machine.]  |
|         | Департамент юстиції (律政司)                                          | Рімскі Юень Квоккеунг (袁國強) |      | 1 липня 2012      | 6 січня 2018   |        | незалежний | [Архівовано 23 лютого 2022 у Wayback Machine.]  |
|         | Департамент праці (經濟發展及勞工局)                                  | Стівен Сью Вайкеунг (蕭偉強)   |      | 13 листопада 2017 | 30 червня 2017 |        | незалежний | [Архівовано 13 липня 2017 у Wayback Machine.]   |
|         | Департамент безпеки (保安局局長)                                      | Лай Танквок (黎棟國)           |      | 1 липня 2012      | 30 червня 2017 |        | незалежний | [Архівовано 11 серпня 2020 у Wayback Machine.]  |
|         | Департамент транспорту і житла (運輸及房屋局局長)                     | Ентоні Бінліан (張炳良)        |      | 1 липня 2012      | 30 червня 2017 |        | незалежний | [Архівовано 26 квітня 2021 у Wayback Machine.]  |